# Jack Lessinger
Jack Lessinger (* 1911 in Manhattan, New York; † 1987) war ein US-amerikanischer Fotograf und Dozent. Er war Mitglied der New Yorker Photo League. Die Photo League war eine Organisation von Fotografen in New York, die sich der Dokumentation des Lebens in den Arbeitervierteln widmete. Sie wurde 1936 gegründet und bot ihren Mitgliedern Schulungen, Ausstellungsräume und eine Plattform für den Austausch über soziale und kreative Themen. Die Photo League wurde 1951 aufgelöst, nachdem sie während der McCarthy-Ära auf die schwarze Liste des US-Justizministeriums gesetzt worden war. Die Photo League spielte eine wichtige Rolle bei der Entwicklung der sozialdokumentarischen Fotografie in den USA.

## Leben
Jack Lessinger, der Sohn österreichischer Einwanderer schloss 1932 sein Buchhaltungsstudium am City College of New York mit magna cum laude ab. Kurz darauf begann er sich für die Fotografie zu interessieren. Obwohl er sein ganzes Leben lang als Buchhalter arbeitete, verdiente er sich ein zusätzliches Einkommen als Porträt- und Werbefotograf. 1948 trat er der Photo League bei, nahm Unterricht bei Sid Grossman und gab später Kurse in grundlegenden und fortgeschrittenen Techniken (1950–1951). Er schrieb auch Beiträge für Photo Notes (1951) und stellte seine Arbeiten zusammen mit anderen Mitgliedern der Photo League in der Ausstellung „Realism in Photography“ in den American Contemporary Artists’ Galleries in New York aus (1951). In den frühen fünfziger Jahren fotografierte Jack Lessinger für den National Council of Jewish Women. Seine Fotografien wurden in verschiedenen Zeitschriften veröffentlicht, darunter The Daily Compass, eine linksgerichtete amerikanische Zeitung. Zwischen 1957 und 1961 fertigte er Farbreproduktionen von Gemälden für das Museum of Modern Art an und arbeitete später im Brooklyn Eye & Ear Hospital, wo er Operationen dokumentierte (1961–1970). Ab 1965 unterrichtete er viele Jahre Fotografie am Brooklyn College.

## Werk
Jack Lessingers Fotografien konzentrierten sich auf urbane Szenen und das Alltagsleben in New York City. Ein bemerkenswertes Werk ist Untitled (Man Walking Past Building and Rubble) aus dem Jahr 1948, das einen Mann zeigt, der an einem Gebäude und Trümmern vorbeigeht. Dieses Foto spiegelt die Nachkriegszeit und den städtischen Wandel wider.